# 布奇纳斯科
布奇纳斯科（義大利語：Buccinasco），是意大利米兰省的一个市镇。总面积11.99平方公里，人口26667人，人口密度2224.1人/平方公里（2009年）。国家统计（ISTAT）代码为015036。